# Aeroportul Rupsi
Aeroportul Rupsi (IATA: RUP, ICAO: VERU) este un aeroport din Dhubri district⁠(d), Lower Assam division⁠(d), Assam, India. Aeroportul a fost tranzitat în decembrie 2022 de 3.531 de pasageri.
Situat la o altitudine de 40 m, aeroportul dispune de o singură pistă. Este operat de Airports Authority of India⁠(d).